# Roger Boyle (évêque)
Pour les articles homonymes, voir Roger Boyle (homonymie) et Boyle.
Roger Boyle est un ecclésiastique de l'Église d'Irlande, né vers 1617 et mort en 1687. Il est évêque de Down et Connor (en) puis évêque de Clogher (en).

## Biographie
Il est le petit frère de Robert Boyle, évêque de Ferns. Il est probablement le fils de Robert Boyle, vicaire de Carrickmacross (comté de Monaghan) mort en 1665.
Boyle étudie à Trinity College à Dublin, dont il est élu membre (fellow). Lorsqu'éclate la rébellion irlandaise de 1641, Boyle devient précepteur chez John Paulet et y reste jusqu'à la Restauration de 1660. En 1661, il devient recteur de Carrigaline et Ringrone (en) dans le diocèse de Cork. Il devient doyen de Cork, puis il est consacré évêque de Down et Connor le 12 septembre 1667. Le 21 septembre 1672, il est consacré évêque de Clogher. Il meurt à Clones dans le comté de Monaghan le 26 septembre 1672 dans sa soixante-dixième année. Il est inhumé à l'église de Clones.

## Œuvre littéraire
Boyle est l'auteur de Inquisitio in fidem Christianorum hujus Sæculi, publié à Dublin en 1665, et de Summa Theologiæ Christianæ, publié dans la même ville en 1681. Son livre ordinaire est préservé dans un manuscrit à la librairie de Trinity College, avec un extrait du Treaties of Bodies de Sir Kenelm Digby.